# FRK
La quinasa asociada a Fyn (FRK o anteriormente tirosina quinasa 5) es una enzima codificada en humanos por el gen HGNC FRK .
La proteína codificada por este gen pertenece a la familia de las tirosina quinasas. Esta enzima es una proteína nuclear que podría actuar durante las fases G1 y S del ciclo celular, impidiendo la proliferación celular.

## Interacciones
La proteína FRK ha demostrado ser capaz de interaccionar con:
- Proteína del retinoblastoma[3]